# Episodi di 2 cani stupidi
La seguente voce contiene la lista degli episodi della serie televisiva animata 2 cani stupidi.

## Stagione 1 (1993)
| #  | Titolo                     | Prima TV USA      |
| -- | -------------------------- | ----------------- |
| 1  | Door Jam                   | 5 settembre 1993  |
| 1  | Where's the Bone?          | 5 settembre 1993  |
| 2  | Cornflakes                 | 12 settembre 1993 |
| 2  | Home Is Where Your Head Is | 12 settembre 1993 |
| 3  | Vegas Buffet               | 19 settembre 1993 |
| 3  | Love in the Park           | 19 settembre 1993 |
| 4  | Show and Tell              | 26 settembre 1993 |
| 4  | At the Drive-In            | 26 settembre 1993 |
| 5  | Space Dogs                 | 3 ottobre 1993    |
| 5  | Pie in the Sky             | 3 ottobre 1993    |
| 6  | A Quarter                  | 10 ottobre 1993   |
| 6  | Red                        | 10 ottobre 1993   |
| 7  | Substitute Teacher         | 17 ottobre 1993   |
| 7  | Seeing Eye Dogs            | 17 ottobre 1993   |
| 8  | Spooks a Poppin'           | 24 ottobre 1993   |
| 8  | Sheep Dogs                 | 24 ottobre 1993   |
| 9  | Trash Day                  | 31 ottobre 1993   |
| 9  | Hollywood's Ark            | 31 ottobre 1993   |
| 10 | Family Values              | 7 novembre 1993   |
| 10 | Red Strikes Back           | 7 novembre 1993   |
| 11 | Stunt Dogs                 | 14 novembre 1993  |
| 11 | Return of Red              | 14 novembre 1993  |
| 12 | Far-Out Friday             | 21 novembre 1993  |
| 12 | Let's Make a Right Price   | 21 novembre 1993  |
| 13 | Cat!                       | 28 novembre 1993  |
| 13 | Love Doctors               | 28 novembre 1993  |

## Stagione 2 (1994-1995)
| #  | Titolo                           | Prima TV USA      |
| -- | -------------------------------- | ----------------- |
| 1  | Jerk                             | 5 settembre 1994  |
| 2  | Las Pelotas!                     | 12 settembre 1994 |
| 3  | Post Office                      | 19 settembre 1994 |
| 4  | Day Dream                        | 24 ottobre 1994   |
| 5  | Love                             | 31 ottobre 1994   |
| 6  | Inside Out                       | 7 novembre 1994   |
| 7  | Spit Soup                        | 14 novembre 1994  |
| 8  | Fun!                             | 21 novembre 1994  |
| 9  | The Rise and Fall of the Big Dog | 5 dicembre 1994   |
| 10 | Cookies, Ookies, Blookies        | 19 dicembre 1994  |
| 11 | Cartoon Canines                  | 30 gennaio 1995   |
| 12 | Bathroom Humor                   | 6 febbraio 1995   |
| 13 | Hobo Hounds                      | 13 febbraio 1995  |